# Nedlloyd Clarence (schip, 1983)
De Nedlloyd Clarence was een containerschip van Nedlloyd dat in 1983 gebouwd werd door Hyundai Heavy Industries. Het schip werd opgeleverd met een B&W 6L90GFCA dieselmotor met 23.800 pk die het schip een vaart gaven van zo'n 19 knopen, terwijl het 2003 TEU kon vervoeren. Het was een zusterschip van de Nedlloyd Clement.
In 2007 werd het schip verkocht aan Venus Shipping Company en kwam het in beheer van Tianjin Centrans Management. In 2012 arriveerde het schip in Alang waar het werd gesloopt.